# Fageralm (Forstau)
Die Fageralm in der Gemeinde Forstau ist ein Skigebiet, das zur Skiregion Schladming–Dachstein des Salzburger Wintersportareals Ski amadé gehört. Es liegt auf der Nordseite der namensgebenden Gipfel Vorderer Fager, Mitterer Fager und Hinterer Fager. Die Talstation des Skigebiets liegt unmittelbar westlich von Forstau auf 935 Metern Höhe; von dort reicht das Skigebiet bis auf eine Höhe von 1855 Metern.
Die Fageralm bildet gemeinsam mit der weiter östlich liegenden Reiteralm in Pichl-Preunegg das Skiareal Reiteralm/Fageralm.

## Liftbetrieb
Die Fageralm verfügt über:
- zwei Doppelsesselbahnen (Forstaubahn, Jägerlift)
- vier Schlepplifte (Vorderfager I und II, Mitterfager, Hinterfager)
- einen Übungslift im Tal

## Pistenangebot
Das Pistenangebot der Fageralm richtet sich vor allem an Familien und fortgeschrittene Anfänger. Die Gesamtlänge aller Skipisten beträgt ungefähr zwölf Kilometer, von denen fast alle blau markiert sind. Die Talabfahrt ist als mittelschwere Piste eingestuft, kann aber über einen Ziehweg umfahren werden. Schwarz markierte Pisten gibt es in dem Gebiet keine.
Des Weiteren gibt es im Skigebiet eine Geschwindigkeitsmessstrecke, eine Rennstrecke mit Zeitmessung, eine Boardercrossstrecke sowie drei Ziehwege mit Figuren zu verschiedenen Themen.

## Sonstiges
Am höchsten Punkt des Skigebietes befindet sich ein Aussichtspunkt, von dem man in das nördliche Taurachtal sehen kann.
Neben dem Schlepplift Hinterfager befindet sich eine Teststrecke des Skiherstellers Atomic.